# الصمود 2
صاروخ الصمود 2 هو صاروخ عراقي مستورد من روسيا الاتحادية، بدأت بتطوريها وتجريبها عام 2001م، واستخدمت في الدفاع عن العراق ضد الغزو الأمريكي مابين شهري مارس وأبريل عام 2003م.
طور الجيش العراقي نسخة من الصاروخ تعمل بالوقود الصلب تُعرف باسم "أبابيل-100".

## التطوير
كان الصاروخ في الأساس نسخة مصغرة من صاروخ "سكود"، على الرغم من أن الأجزاء كانت مستمدة بشكل رئيسي من صاروخ "إس-75 ديفنا" الروسي المضاد للطائرات. أُجري أول اختبار لإطلاق الصاروخ في عام 1997 تحت إشراف لجنة الأمم المتحدة للرصد والتحقق والتفتيش (أونسكوم). بدأ الإنتاج في عام 2001، وكان الهدف هو تجميع عشرة صواريخ كل شهر. لم يكن "الصمود 2" جاهزًا بالكامل بحلول عام 2003، لكن سُلِّمَت بعض الصواريخ بالفعل للجيش العراقي.

### المحرك
تطور محرك الصاروخ من تصميم "إس-75 ديفنا" واستُفيد من أنظمة التحكم في الدفع من صاروخ "سكود". شمل النظام أيضًا منصة إطلاق متحركة مصممة في العراق تشبه "النداء"، والتي بُنيت للصاروخ "الحسين"، وأُنتِجت من قبل الشركة العراقية "الفداء".

### الحمولة
حمل الصاروخ رأسًا حربيًا بوزن 280 كيلوغرامًا، نصفه متفجرات ونصفه الآخر غلاف من الفولاذ الواقي. كان وزن الشحنة المتفجرة 140 كيلوغرامًا، مكونة من خليط يتكون من 84 كيلوغرامًا من "أر دي إكس، و42 كيلوغرامًا من "التي إن تي" (30%)، و14 كيلوغرامًا من الألمنيوم (10%)، حيث استخدم الأخير كمعزز للانفجار. كانت الحمولة مصممة أيضًا لحمل أنواع مختلفة من القنابل العنقودية.

### التوجيه
جُمِعَت حزمة التوجيه من خلال استنساخ الجيروسكوبات من صاروخ "سيلك وورم" الصيني. هناك مصدر يُزعم أنه أكد وجود أنظمة توجيه بالقصور الذاتي وحتى نظام جي بي إس استُورِد بشكل غير قانوني من بيلاروسيا، ولكن لم تؤكد هذه الادعاءات.

## الحظر من قبل الأمم المتحدة
في 13 فبراير 2003، أفاد فريق من الأمم المتحدة أن صواريخ "الصمود 2" العراقية، التي كشفت عنها العراق للمفتشين في ديسمبر، لها مدى يصل إلى 180 كم، مما يعتبر انتهاكًا للقرار 1441. الحد المسموح به من قبل الأمم المتحدة هو 150 كم.
وافق العراق على تدمير صواريخ "الصمود 2" بعيدة المدى، وبحلول منتصف مارس 2003، دُمِّر عدد منها. على الرغم من أن " لجنة الأمم المتحدة للرصد والتحقق والتفتيش" أصدرت أوامر بوقف إنتاجها، قام العراق بتجميع حوالي 20 صاروخًا خلال الأشهر الأولى من عام 2003.
وجدت القوات الأمريكية مخزونًا من 12 صاروخ "الصمود" جنوب بيجي في 21 يوليو 2003.

## التاريخ العملياتي (مارس–أبريل 2003)

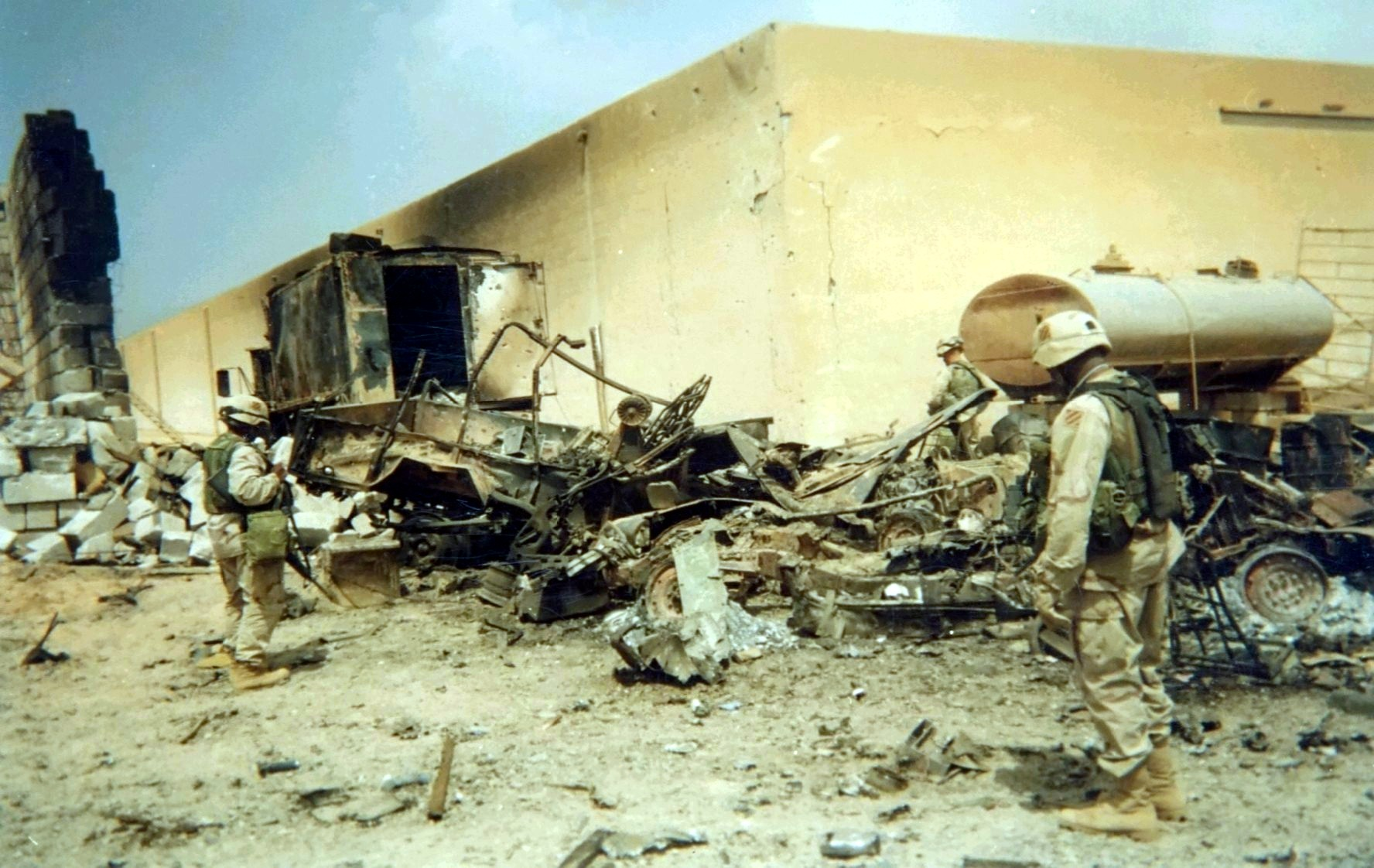
جنود أمريكيون يعاينون موقع الصاروخ في يوم 7 أبريل 2003م

أطلقت عدد من صواريخ "الصمود 2" على الكويت خلال صراع عام 2003. اعُتُرِضَ واحد منها، الذي استهدف مقر التحالف في معسكر الدوحة، بنجاح بواسطة صاروخ "باتريوت" في 27 مارس. وأصابت بعض الحطام المباني داخل القاعدة الأمريكية. أُسقِطت الصواريخ الأخرى أيضًا أو هبطت بأمان في الصحراء.

تم استخدام تطوير مشابه، هو "الفهد 300" أو "أبابيل-100"، وهو نسخة تعمل بالوقود الصلب من "الصمود"، أيضًا من قبل الجيش العراقي خلال الغزو. تعرض مقر اللواء الثاني، من الفرقة الثالثة للمشاة الأمريكية، لضربة من هذا النوع من الصواريخ جنوب بغداد في 7 أبريل، مما أسفر عن مقتل ثلاثة جنود واثنين من الصحفيين الأجانب في الانفجار.

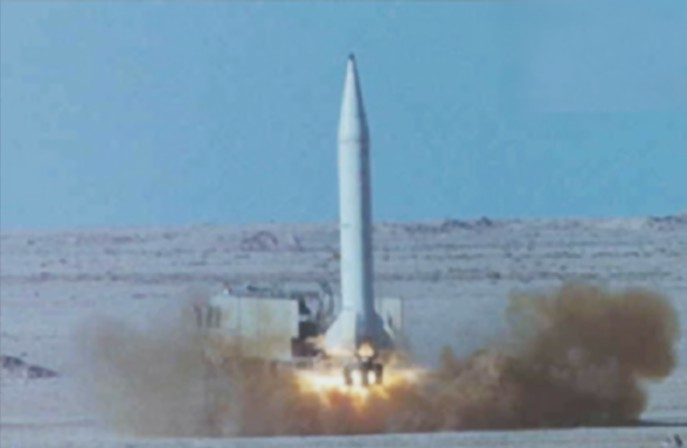
صاروخ الصمود تحت التجربة.